# سازانی اوگول
سازانی اوگول (به لاتین: Sazany Ugol) یک منطقهٔ مسکونی در روسیه است که در استان آستراخان واقع شده‌است.